# Laryngospasme
 Mise en garde médicale
Le laryngospasme est une contraction musculaire incontrôlée ou involontaire (spasme) des cordes vocales. Cette affection dure généralement moins de 60 secondes, mais dans certains cas, elle peut durer de 20 à 30 minutes et entraîne un blocage partiel de l'inspiration, tandis que l'expiration reste plus facile. Elle peut être déclenchée lorsque les cordes vocales ou la zone de la trachée située sous les plis vocaux détectent l'entrée d'eau, de mucus, de sang ou d'une autre substance. Certaines personnes souffrent de laryngospasmes fréquents, qu'elles soient éveillées ou endormies. Dans un cabinet d'Otorhinolaryngologie, l'affection est observée généralement chez les personnes qui souffrent de reflux. Il s'agit également d'une complication péri-opératoire bien connue, peu fréquente mais grave.
Il est probable que plus de 10 % des noyades impliquent un laryngospasme, mais les preuves suggèrent qu'il n'est généralement pas efficace pour empêcher l'eau de pénétrer dans la trachée.

## Cas célèbre
C’est d’un laryngospasme que mourut brutalement le poète Stéphane Mallarmé à l’âge de 56 ans, en présence de son médecin, alors qu’il entretenait celui-ci d’une première alerte survenue la veille.